# Адільбеков Галій Адільбекович
 Галій Адільбековіч Адільбеков  (нар. 1 січня 1908, Семипалатинськ — 21 жовтня 1943, Київ) — кадровий офіцер-танкіст, учасник радянсько-німецької війни, танкіст-ас, казах, гвардії підполковник, нагороджений: медаллю «За оборону Сталінграда» (1943), двічі орденом Червоного Прапора (13.02.1942), другим — посмертно (1943). Загинув при визволенні Києва.

## Біографія
Народився 1 січня 1908 р. В губернії Семипалатинськ, містечку Кизилкум Белагашської волості, казах за національністю. У дитинстві він став сиротою, вуличним хлопчиком, закінчив Казахську обласну школу для підлітків третього класу в 1925 році в Оренбурзі.

### Служба в передвоєнні роки
Під час служби він командував взводом навчальних танків і кавалерії, ротою навчальних танків та окремою ротою, батальйоном танків.
Галий Адільбекович пішов добровольцем у Червону Армію в 1925 р. Незабаром його направили вчитися у військову школу. Успішно закінчивши в 1928 р., серед перших випускників Об'єднану військову школу Середньої Азії (ОСАВШ) в Ташкенті він поступив до 43-го Кавалерійський полку.
У 1928—1933 рр. командир взводу 43-го кавалерійського полку, він брав участь у боях 1930 року на пісках Каракуми, де був вперше поранений. Його було поранено в голову, він отримав перелом правої руки. Вилікувавшись, він повернувся на службу, в 1931 році пройшов перепідготовку в Бронетанковій школі старших офіцерів у Ленінград.
До початку Другої світової війни Г. А. Адільбеков навчався в Москві у Військовій академії бронетанкових військ, керував танковою ротою. Г. А. Адільбеков був єдиним казахом, який закінчив цю академію.

### Радянсько-німецька війна

#### 1941 рік
Як частина діючої армії з початку Другої світової війни, командир танкового батальйону 102-го танкового полку, з яким стикалася війна під час переозброєння. До війни цей полк входив до складу 51-ї танкової дивізії.
На початку бойових дій полк не зміг своєчасно отримати важкі танки КВ, тому сім екіпажів було направлено в Ленінград на Кіровський завод. Вже 8 липня полк досягає району концентрації Хомена, м. Жуково, на південний схід від Невель. А через день, не маючи повітряного прикриття, під постійними бомбардуваннями він вступив у битву Вітебськ, єдиної з усіх частин 51-ї танкової дивізії.
Після кількох атак машини вийшли з бою з мінімальною кількістю палива. Потім їм довелося зіткнутися з ворожими танками з майже порожніми танками, бо наступного ранку розпочався німецький контрнаступ. Відразу після боїв 102-го Вітебського танкового полку 51-а танкова дивізія в середині липня 1941 року була перетворена в 110-ю танкову дивізію і передана 31-й армії.
У липні 1941 року Галий Адільбекович був командиром танкового батальйону 110-ї танкової дивізії. Учасник боїв, коли дивізія напала на німецьку 7-ю танкову дивізію з метою досягнення Смоленська і звільнення оточених армій. Після реорганізації дивізії у 141-ю та 142-ю танкові бригади, з кінця серпня до кінця жовтня 1941 р. Капітан Г. А. Адільбеков командував 1-м середнім і важким танковим батальйоном 141-ї танкової бригади.
У боях під Вітебськом, Трубчевськом та в Хутор-Михайлівському районі він здійснив перший відомий подвиг за роки війни, але отримав за це нагороду, перебуваючи вже в лавах 121-ї танкової бригади.
Ще на початку війни про нього вже були дві незалежні публікації в центральних газетах СРСР - від 5-го вересня 41 р в газеті «Вечірня Москва» і 13-го вересня 41 р в газеті «Известия».
31 серпня в 18 км на захід від Трубчевська відбувся танковий бій, який тривав до 8 вересня. Радянська 141-та танкова бригада та 108-та танкова дивізія (близько 200 танків) зіткнулися з вищими силами 47-го танкового корпусу Гудеріана (понад 300 танків). Танки 141-ї бригади вступили в бій прямо з поїздів, не встигнувши розвернутися. Це дало змогу відновити положення військ 13-ї армії, поповнити його і разом з 3-ю армією знову вступити в бій. До середини вересня ворог тут був зупинений і разом з 13-й та 3-й арміями був загнаний у річку. Судячи на відстані понад 40 км. Було звільнено 16 населених пунктів. Тоді, у серпні-вересні 1941 року, це було дуже важливо. А в середині вересня 1941 року ворогу в цих місцях практично не було проти чого воювати. Кожні чотири з п'яти танків Гудеріана були вражені. І якщо він захопив міста Брянської області за 1-2 дні, то оборона Трубчевська, включаючи «кальдеру Трубчевських», триватиме два місяці.
Генерал-полковник Гайнц Вільгельм Гудеріан пише у своїх мемуарах про битви між Почепом і Трубчевськом: «Тут ми вперше зустрічаємо фанатичний російський опір».
В результаті контрнаступу фронт був розвернутий, бої вирували на всі боки, танковий батальйон Г.Адільбекова був оточений, але продовжував виконувати бойове завдання. Знищивши танкову колону противника, значно перевершивши її, батальйон розгромив тил ворога, його військові частини та живу силу. Вийшовши з оточення з боями, командиру вдалося врятувати всі свої танки, не втративши жодного. Після цих запеклих боїв майже вся 141-та танкова бригада, в якій служив Галій Адільбекович, який перебував у постійних контратаках для стримування німецького наступу, була повністю знекровлена, а його останки були об'єднані в 121 танкову бригаду.
З кінця жовтня 1941 р. По лютий 1942 р. Майор Г. А. Адільбеков був командиром 121-го танкового полку 121-ї танкової бригади Південно-Західного фронту.

#### 1942 рік
З 27 березня 1942 року майор Адільбеков — заступник командир 121-ї окремої танкової бригади. Його товариш по зброї Якубовський I.I., майбутній Маршал Радянського Союзу, двічі Герой Радянського Союзу, головнокомандувач Об'єднаних збройних сил держав-членів Варшавського договору, писав у своїх спогадах: 
На чолі корпусів в армії в той час перебували такі досвідчені командири, як генерал-майори М. І. Зінькович і Ф. Н. Рудкін. Багатий бойовий досвід мали також командири бригад, полків, батальйонів [...] Про один з таких командирів мені хотілося б розповісти тут окремо. Я маю на увазі підполковника Г. А. Адільбекова, казаха за національністю. Ми знайомі з Галієм Адільбековичем з січня 1942 року [...] Очолюваний ним батальйон знищив понад двадцять танків і бронетехніки, десять протитанкових гармат та кілька рот ворожої піхоти. Офіцер ніколи не втрачав самовладання в бою, він знав, як вселити впевненість у своїх підлеглих у перемозі, розбурхав їх своїм особистим прикладом мужності та високого духу солдата— Якубовський I.I., 
У травні-серпні 1942 р. Галій Адільбеков навчався в Москві на курсах підвищення кваліфікації командного складу, після чого брав участь у підготовці 47-ї танкової бригади (II ф.).
З 19.09. до 21.10.1942 р. підполковник Адільбеков Г. А. — командир 47-ї окремої танкової бригади (II ф.)
З характеристик командування: „Під час походу бригади на фронт танки Г. Адільбекова в районі станції Морозовський несподівано зіткнулися з ворогом, але змогли зібратися і нанести йому значну шкоду“.
Цей епізод належить до періоду Сталінградської битви. Під час цих боїв був вражений танк Адільбекова, він був знову поранений, горів танку і вижив. Нагороджений медаллю За оборону Сталінграда».

#### 1943 рік
З кінця жовтня 1942 р. По 21 жовтня 1943 р. гвардії підполковник Г. А. Адільбеков був командиром окремого 47-го гвардійського танкового полку. Герой Радянського Союзу, генерал-майор танкових військ, командир 9-го механізованого корпусу Малигін К. А. згадує: «Серед танкових полків 47-й гвардійський полк підполковника Г. А. Адільбекова відразу став найкращим …»
З розвитком Сумсько-Прилуцької наступальної операції в кінці 21 вересня 1943 року 47-й гвардійський танковий полк наступав у складі передових підрозділів 3-ї гвардійської танкової армії генерал-лейтенанта П. С. Рибалка, наступаючи з півночі та північного сходу, пробрався до Дніпра. З 23 вересня радянські війська вели жорстокі бої за підтримку та розширення Букринського плацдарму. Бої за Букринський плацдарм увійшли в історію як одна з найкривавіших операцій такого роду. У жовтні 1943 року з Букринського плацдарму радянські війська двічі здійснювали наступ для звільнення Києва, але безрезультатно. 21.10.1943 р. на Букринському плацдармі під час переправи через Дніпро та визволення Києва, поблизу Хутір Луковиця в Україні в бою на чолі танкової атаки, загинув гвардії підполковник Г. А. Адільбеков. На момент його смерті він був єдиним представником народів Середньої Азії в чині гвардії підполковника, командира окремого гвардійського танкового полку.

## Сім'я
- Дружина: Адільбекова Менжіян Ільясівна (уроджена Валієва, сирота з 9 років) 1912 року народження (с. Назаровка, Словгородський район, Алтай територія)
- Син: Алім Галійович Адільбеков
- Дочка: Адільбекова Роза Галієвна
- Прийомна дочка: Ахмадієва Фаріда Шакірівна

## Нагороди

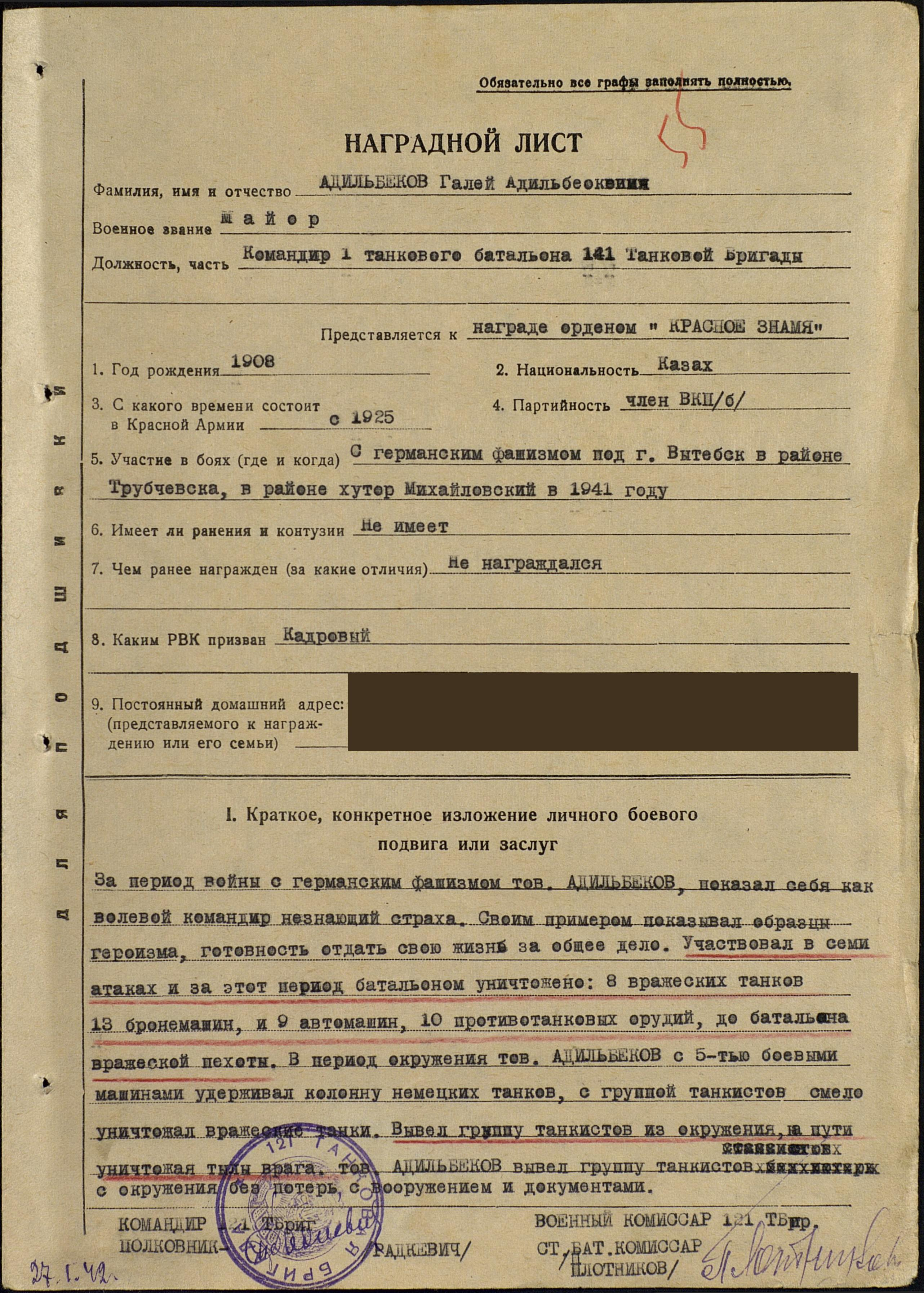
Адільбеков від 27 січня 1942 р.

- Медаль «За оборону Сталінграда» (липень 1943)
- Орден Червоного Прапора (13.02.1942)
- Орден Червоного Прапора (посмертно 1943)
- золотий годинник (вересень 1943)

## Пам'ять

### Музей—Україна
Гвардії підполковник Адільбеков Г. А. похований у братській могилі Луковиці Канівського району України. При школі створено музей військової слави, де дбайливо зберігається пам'ять про командира Г. А. Адільбекове.
З листа вчителя І. А. Вересоцького, який збирав матеріали про боях за Дніпро і організував в школі музей бойової слави:
Отримавши листа, я розпитував колгоспників садиби Луковиця і уточнив: батько ваш добре відомий колишнім жителям садиби. За матеріалами тодішніх фронтових газет, які зараз виставлені в музеї, можна констатувати наступне: беручи участь у Великій Вітчизняній війні з німецьким фашизмом, підполковник Адільбеков з перших днів її існування виявляв зразки мужності, рішучість і сміливість. Незалежно від небезпек, він завжди знаходився на найвідповідальніших ділянках і своєю волею, рішенням, прикладом добивався успіхів у боях. При форсуванні Дніпра товариш Адільбеков героїчно загинув. Підполковник Адільбеков посмертно нагороджений високою урядовою нагородою — орденом Червоного Прапора за вміле керівництво танковими частинами, за особисту мужність і відвагу…— Вересоцький, з листа дочці Адільбекова, 30 січня 1960 року.

### Музей— Алма-Ата
У будинку офіцерів в Алмати, в музеї, створеному В. І. Панфіловою — дочкою командира дивізії, присвячений Галію Адільбековічу цілий стенд.

## Галерея

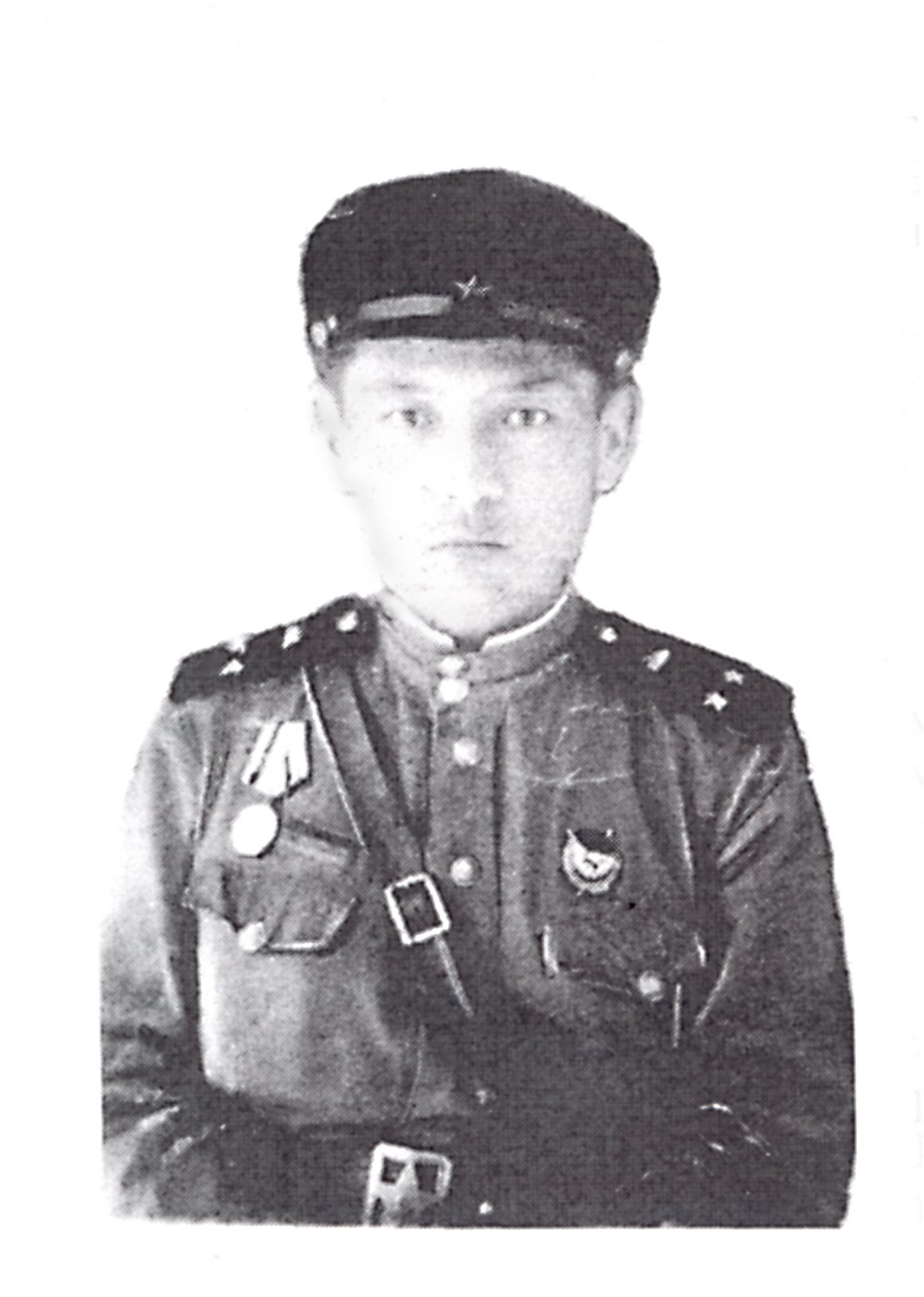
Гвардії підполковник  Адільбеков Г. А. командир 47-ї окремої танкової бригади, останнє фото перед загибеллю серпень-вересень 1943 року
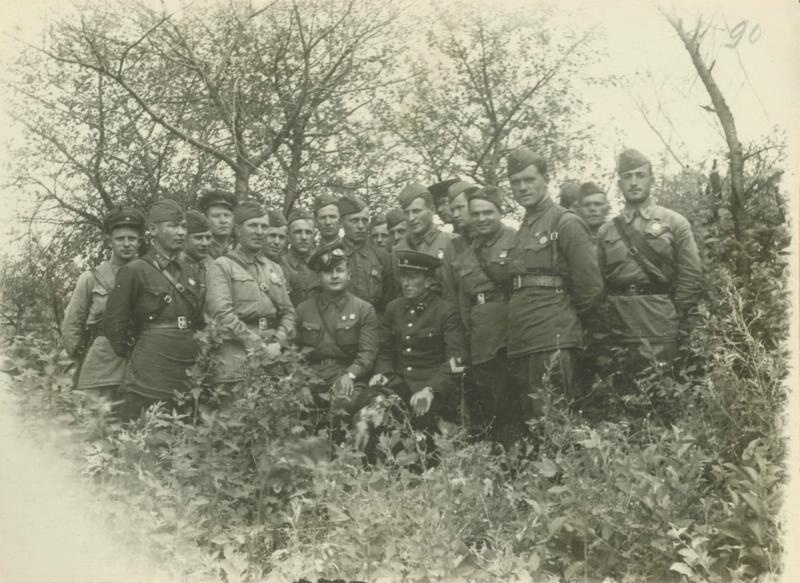
Командування 121-ї танкової бригади, зліва стоїть Замкомбрига майор Адільбеков Г.А. Весна 1942 року
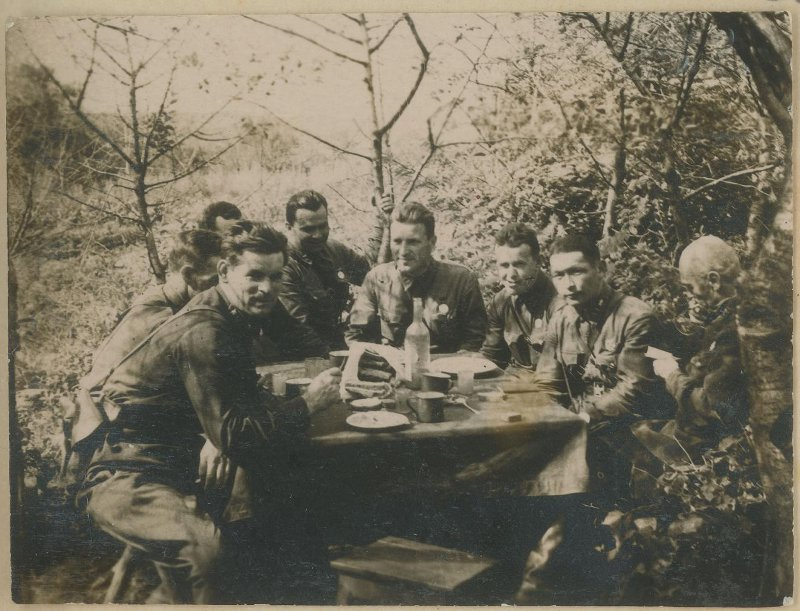
Заступник командира 121-ї танкової бригади Галій Адільбекович Адільбеков – другий праворуч
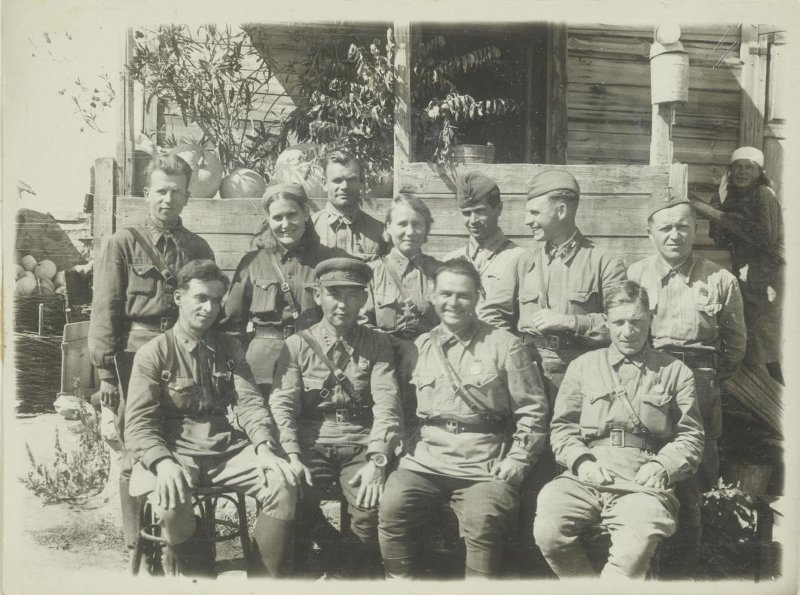
Заступник комбригу 121 тбр. підполковник Г. А. Адільбеков з офіцерами танкістами, другий зліва, літо 1942

### Видео
- «Внук подполковника-танкиста Адильбекова ищет внуков маршала Якубовского и его однополчан» / «Вечерний Бишкек|vb_kg» [Архівовано 22 квітня 2021 у Wayback Machine.] // видео «YouTube»
- «Неизвестный танкист-ас, казах Галий Адильбеков» / Цифровая Астана [Архівовано 28 квітня 2021 у Wayback Machine.] // видео «YouTube»

## Зовнішні посилання та посилання
- Адільбеков Галій Адільбекович на сайті Find a Grave (англ.)
- Ця стаття частково є перекладом її з іспаномовної редакції Вікіпедії, Galiy Adilbekovich Adilbekov
- Список танкістів-асів Другої світової війни